# Бред Вільям Генке
Бред Вільям Генке (англ. Brad William Henke; 10 квітня 1966, Колумбус, Небраска — 29 листопада 2022) — американський актор, колишній гравець Національної футбольної ліги.

## Біографія
Бред Вільям Генке народився в Колумбусі, штат Небраска, США. Навчався в Університеті Аризони. Акторську майстерність вивчав на заняттях Іванни Чубук, а пізніше відкрив власну мистецьку студію.

## Кар'єра
Був гравцем футбольних команд.1989 року обраний командою «Нью-Йорк Джаєнтс» на драфті НФЛ, але вибув з неї під час тренувального табору. Через численні травми був змушений завершити спортивну кар'єру.
1994 року почав зніматися для реклами. На початку акторської кар'єри з'являвся на телебаченні епізодично. У нього були ролі в популярних телесеріалах: «Надія Чикаго», «Детектив Неш Бріджес», «Швидка допомога». У кіно він зіграв у стрічках «Тринадцятий поверх», «Вбити президента: Замах на Річарда Ніксона», «Аматори», «Північна країна».
З 2007 по 2008 Бред мав регулярну роль у серіалі «Дорога в осінь». У 2008 вийшла до прокату стрічка «Задуха», знята на основі роману Чака Поланіка, в ній актор виконав роль Денні. У тому ж році він зіграв головного персонажа у фантастичній драмі «Навколо Джун». У нього також була невеличка роль у фільмі «Лють» із Бредом Піттом. У серіалі «Загублені» він з'явився у шести епізодах. У 2016 виконав роль другого плану в трилері «Спліт». Крім того, Бред приєднався до акторського складу серіалів «Помаранчевий — хіт сезону», «Підлий Піт».

## Фільмографія

### Фільми
| Рік  | Назва                                        | Оригінальна назва                  | Роль             | Примітки               |
| ---- | -------------------------------------------- | ---------------------------------- | ---------------- | ---------------------- |
| 1996 | «Пан Помилка»                                | Mr. Wrong                          | Боб              |                        |
| 1996 | «Фанат»                                      | The Fan                            | Тжедер           |                        |
| 1996 | «Космічний джем»                             | Space Jam                          | Ловець Зірок     |                        |
| 1998 |                                              | Sugar: The Fall of the West        |                  |                        |
| 1999 | «Ділл Скалліон»                              | Dill Scallion                      | бармен           |                        |
| 1999 | «Тринадцятий поверх»                         | The Thirteenth Floor               | коп              |                        |
| 2000 | «Викрасти за 60 секунд»                      | Gone in Sixty Seconds              |                  | в титрах не зазначений |
| 2003 | «Об'єкт кохання»                             | Love Object                        | Дотсон           |                        |
| 2004 | «Вбити президента: Замах на Річарда Ніксона» | The Assassination of Richard Nixon | Мартін Джонс     |                        |
| 2005 | «Аматори»                                    | The Moguls                         | Рон              |                        |
| 2005 | «Любов до собак обов'язкова»                 | Must Love Dogs                     | Лео              |                        |
| 2005 | «Зодіак»                                     | The Zodiac                         | Білл Грегорі     |                        |
| 2005 | «Північна країна»                            | North Country                      | Латтаванскі      |                        |
| 2005 | «Шеррібебі»                                  | Sherrybaby                         | Боббі Свонсон    |                        |
| 2005 | «Всесвітній торговий центр»                  | World Trade Center                 | брат             |                        |
| 2006 | «Смерть Супермена»                           | Hollywoodland                      | Расс Тейлор      |                        |
| 2006 | «Прибульці»                                  | Altered                            | Дюк              |                        |
| 2008 | «Задуха»                                     | Choke                              | Денні            |                        |
| 2008 | «Навколо Джун»                               | Around June                        | Генрі            |                        |
| 2009 | «Рішення Чарлі»                              | Solving Charlie                    | Том Тейлор       | телефільм              |
| 2009 | «Зоряний шлях»                               | Star Trek                          | дядько Френк     | в титрах не зазначений |
| 2009 | «Шлях на Вальгаллу»                          | One Way to Valhalla                | Гленн            |                        |
| 2010 | «Між простором»                              | The Space Between                  | Вілл             |                        |
| 2011 | «Блаженство з п'ятої східної»                | The Trouble with Bliss             | Стівен           |                        |
| 2011 | «Чарівна долина»                             | Magic Valley                       | Джеррі Гарабрант |                        |
| 2012 | «Я не хіпстер»                               | I Am Not a Hipster                 | Бредлі Гейнс     |                        |
| 2012 | «Удар блискавки»                             | Struck by Lightning                | директор         |                        |
| 2013 | «Джобс: Імперія спокуси»                     | Jobs                               | Пол Террелл      |                        |
| 2013 | «Тихоокеанський рубіж»                       | Pacific Rim                        | виконроб         |                        |
| 2013 | «Мерзла земля»                               | The Frozen Ground                  | Карл Галенскі    |                        |
| 2014 | «Лють»                                       | Fury                               | сержант Девіс    |                        |
| 2015 |                                              | Pure Love                          | детектив Діллард |                        |
| 2016 | «Капсула»                                    | The Tank                           | Дейн             |                        |
| 2016 | «Будинок іграшок Пі-ві»                      | Pee-wee's Big Holiday              | Деніелз          |                        |
| 2016 | «Спліт»                                      | Split                              | дядько Джон      |                        |
| 2017 | «Яскраві»                                    | Bright                             | Доргу            |                        |
| 2018 |                                              | Cold Brook                         | Чіп              |                        |
| 2019 | «Рани»                                       | Wounds                             | Ерік             |                        |
| 2019 |                                              | Inherit the Viper                  | Тедд Воллес      |                        |
| 2020 | «Арканзас»                                   | Arkansas                           | Тім              |                        |

### Серіали
| Рік       | Назва                                | Оригінальна назва              | Роль              | Примітки    |
| --------- | ------------------------------------ | ------------------------------ | ----------------- | ----------- |
| 1996      | «Надія Чикаго»                       | Chicago Hope                   | Фредді            | 1 епізод    |
| 1996      | «Шовкові тенета»                     | Silk Stalkings                 | Омос Олесандр     | 1 епізод    |
| 1996-1997 | «Детектив Неш Бріджес»               | Nash Bridges                   | Поллард/Томмі     | 2 епізоди   |
| 1997      | «Арлісс»                             | Arli$$                         | Зак Бауерс        | 1 епізод    |
| 1997      |                                      | Michael Hayes                  | Біллі             | 1 епізод    |
| 1998      | «Швидка допомога»                    | ER                             | Джон              | 1 епізод    |
| 1998      | «Імітатор»                           | The Pretender                  | Джимбо            | 1 епізод    |
| 1998      | «Ніч спорту»                         | Sports Night                   | Крісті Патрік     | 1 епізод    |
| 1998      | «Мати і тримати»                     | To Have & to Hold              | Крістофер Діматто | 1 епізод    |
| 1999      | «Нишпорки»                           | Snoops                         | Сем Ґувер         | 1 епізод    |
| 1999      | «Золоті крила Пенсаколи»             | Pensacola: Wings of Gold       | Вейн              | 1 епізод    |
| 1999      | «Китайський городовий»               | Martial Law                    | Базз Тіппітт      | 1 епізод    |
| 2000      | «Шоу Майкла Річардса»                | The Michael Richards Show      | Томмі             | 1 епізод    |
| 2000-2001 | «Ніккі»                              | Nikki                          | Тор               | 16 епізодів |
| 2001-2002 | «Повернення у Каліфорнію»            | Going to California            | Генк              | 20 епізодів |
| 2002      | «Розслідування Джордан»              | Crossing Jordan                | Енді Лебовскі     | 1 епізод    |
| 2002      | «Провидіння»                         | Providence                     | Люк Інгліш        | 1 епізод    |
| 2002      | «Справедлива Емі»                    | Judging Amy                    | Кріс Кросс        | 2 епізоди   |
| 2003      | «CSI: Місце злочину»                 | CSI: Crime Scene Investigation | Джордж Бартелл    | 1 епізод    |
| 2006      | «Декстер»                            | Dexter                         | Тоні Туччі        | 4 епізоди   |
| 2007      | «Cold Case»                          | Cold Case                      | Майк Чуласкі      | 1 епізод    |
| 2007-2008 | «Дорога в осінь»                     | October Road                   | Оуен Роуан        | 19 епізодів |
| 2008      | «Закон і порядок»                    | Law & Order                    | Тед Сандерсон     | 1 епізод    |
| 2008      | «Життя на Марсі»                     | Life on Mars                   | Майкл             | 1 епізод    |
| 2009      | «Довірся мені»                       | Trust Me                       | Льюїз             | 1 епізод    |
| 2009      | «C.S.I.:Місце злочину Маямі»         | CSI: Miami                     | Арнольд Голлінгс  | 1 епізод    |
| 2009-2010 | «Загублені»                          | Lost                           | Брем              | 6 епізодів  |
| 2010      | «Майстри вечірок»                    | Party Down                     | Тревіс            | 1 епізод    |
| 2010      | «Пацієнт завжди правий»              | Royal Pains                    | Рой               | 1 епізод    |
| 2011      | «Криміналісти: мислити як злочинець» | Criminal Minds                 | Стівен            | 1 епізод    |
| 2011      | «Влада закону»                       | The Chicago Code               | Ерні              | 3 епізоди   |
| 2011      | «Безсоромні»                         | Shameless                      | Ґел Голландер     | 1 епізод    |
| 2011      | «Правосуддя»                         | Justified                      | Кувер Беннетт     | 7 епізодів  |
| 2011      | «Мемфіс Біт»                         | Memphis Beat                   | Марк Айден        | 1 епізод    |
| 2011      | «Грімм»                              | Grimm                          | Геп Лессер        | 1 епізод    |
| 2012      | «Кістки»                             | Bones                          | Мелвін Карвілл    | 1 епізод    |
| 2013      | «Офіс»                               | The Office                     | Френк             | 1 епізод    |
| 2013      | «Касл»                               | Castle                         | Марк Геллер       | 1 епізод    |
| 2013      | «Лонгмайр»                           | Longmire                       | Сал Вайяс         | 1 епізод    |
| 2013-2014 | Міст»                                | The Bridge                     | Джим Доббс        | 1 епізод    |
| 2014      | «Легенди»                            | Legends                        | Расселл Стілман   | 4 епізоди   |
| 2015      | «Гаваї 5.0»                          | Hawaii Five-0                  | Річі              | 1 епізод    |
| 2016      | «Нічна зміна»                        | The Night Shift                | Клейтон Тіммонс   | 1 епізод    |
| 2016-2017 | «Помаранчевий — хіт сезону»          | Orange Is the New Black        | Десі              | 26 епізодів |
| 2017      | «Підлий Піт»                         | Sneaky Pete                    | Брендон           | 6 епізодів  |
| 2020-2021 | «Протистояння»                       | The Stand                      | Том Каллен        | 6 епізодів  |